# Ramon Teixidor i Martínez
Ramon Teixidor i Martínez (Périgoux, França 1945 - Barcelona, 24 de maig de 1999) va ser un actor, director, empresari i professor de teatre català. Malgrat la seva sòlida carrera teatral va ser conegut, sobretot, per la seva interpretació teatral -i posteriorment televisiva- del Sargento Arensivia, personatge de Historias de la puta mili.

## Trajectòria professional com a actor

### Teatre
- 1971. El retaule del flautista de Jordi Teixidor (el seu germà).
- 1973. La moscheta d'Angelo Beolco, Ruzzante.
- 1982. Bent de Martin Sherman. Direcció de Iago Pericot.
- 1997. El retaule del flautista (reestrena), amb direcció de Joan Lluís Bozzo.
- 1998. Mesura per mesura de William Shakespeare, amb direcció de Calixte Bieito, estrenada al Teatre Nacional de Catalunya.

### Cinema
- 1990. Barcelona, lament[1]
- 1996. Mor, vida meva[1]
- 1997. En brazos de la mujer madura